# 三忠墓
29°59′28.03″N 121°25′58.36″E / 29.9911194°N 121.4328778°E

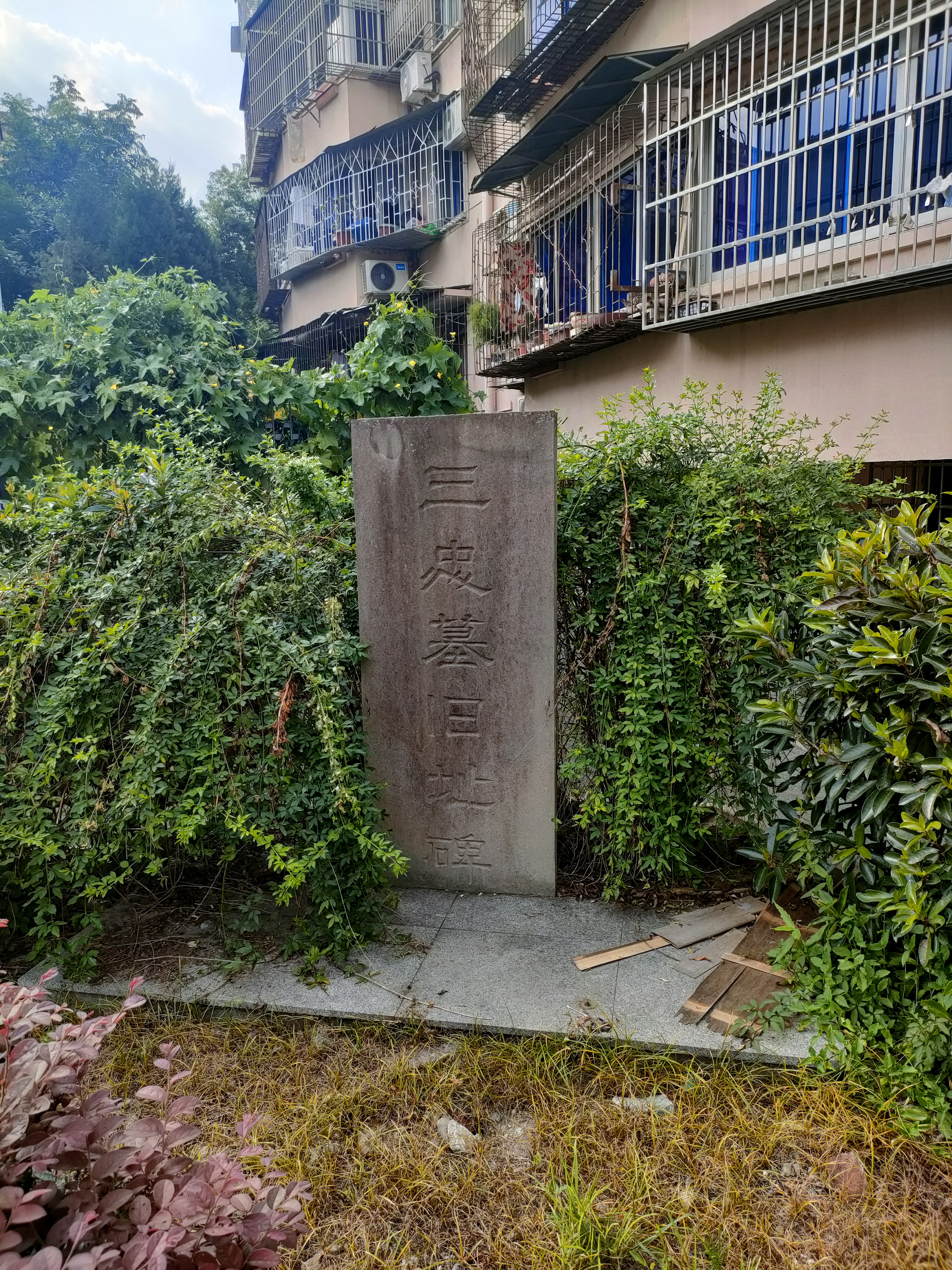
三忠墓旧址碑

三忠墓是中国浙江省宁波市一座墓葬，埋葬有王翊、冯京第、董志宁三位因抗清被处死者。三人死于清顺治八年（1651年），由南明按察副使陆宇鼎收集三人尸首后埋葬于马公桥畔。雍正年间，全祖望为王翊和董志宁撰写墓志铭。民国期间，三忠墓已不可寻，后经冯贞群和冯幵寻找，重立墓碑并按时祭扫。1961年5月，三忠墓被列入宁波市文物保护单位。1995年，由于城市扩张，三忠墓搬迁至慈城大宝山，比邻大宝山抗英阵亡将士陵墓，原墓地位置命名为三忠巷。